# Frida Hansdotter
Frida Hansdotter (ur. 13 grudnia 1985 w Västerås) – szwedzka narciarka alpejska, mistrzyni olimpijska, wielokrotna medalistka mistrzostw świata oraz zdobywczyni Małej Kryształowej Kuli w klasyfikacji Pucharu Świata w slalomu.

## Kariera
Po raz pierwszy na arenie międzynarodowej Frida Hansdotter pojawiła się 20 stycznia 2001 roku w Nybroberget, gdzie w zawodach FIS Race w slalomie nie ukończyła pierwszego przejazdu. W 2003 roku wystartowała na mistrzostwach świata juniorów w Briançonnais, jednak nie ukończyła ani slalomu, ani giganta. Jeszcze dwukrotnie startowała na imprezach tego cyklu, najlepszy wynik osiągając na mistrzostwach świata juniorów w Bardonecchii w 2005 roku, gdzie była trzynasta w gigancie.
W zawodach Pucharu Świata zadebiutowała 23 października 2004 roku w Sölden, gdzie nie zakwalifikowała się do drugiego przejazdu giganta. Pierwsze pucharowe punkty wywalczyła nieco ponad dwa lata później, 11 listopada 2006 roku w Levi, gdzie była trzynasta w slalomie. Na podium zawodów tego cyklu po raz pierwszy stanęła 7 marca 2009 roku w Ofterschwang, zajmując drugie miejsce w slalomie. W zawodach tych wyprzedziła ją tylko Francuzka Sandrine Aubert, a trzecie miejsce zajęła Austriaczka Nicole Hosp. Swoje pierwsze zwycięstwo w zawodach PŚ odniosła 2 lutego 2014 roku w Kranjskiej Gorze, gdzie była najlepsza w slalomie. Najlepsze wyniki osiągnęła w sezonie 2013/2014, kiedy była dziesiąta w klasyfikacji generalnej, a w klasyfikacji slalomu zajęła drugie miejsce. W sezonie 2015/2016 zdobyła Małą Kryształową Kulę w slalomie.
Największy sukces indywidualny osiągnęła w 2018 roku, kiedy podczas igrzysk w Pjongczangu zwyciężyła w slalomie, wyprzedzając Szwajcarkę Wendy Holdener i Austriaczkę Katharinę Gallhuber. W tej samej konkurencji była druga na mistrzostwach świata w Vail/Beaver Creek w 2015 roku. W zawodach tych rozdzieliła na podium Mikaelę Shiffrin z USA i Czeszkę Šárkę Strachovą.
W 2013 roku była trzecia w slalomie na mistrzostwach świata w Schladming, gdzie wyprzedziły ją Shiffrin oraz Austriaczka Michaela Kirchgasser. Na tych samych mistrzostwach, wspólnie z Nathalie Eklund, Marią Pietilä-Holmner, Jensem Byggmarkiem, Mattiasem Harginem i André Myhrerem zdobyła srebrny medal w zawodach drużynowych. Kolejne brązowe medale zdobyła w 2017 roku, podczas mistrzostw świata w Sankt Moritz. Indywidualnie była trzecia w slalomie, a wspólnie z kolegami i koleżankami z reprezentacji zdobyła też brązowy medal w drużynie. W 2010 roku wystartowała na igrzyskach olimpijskich w Vancouver, zajmując piętnaste miejsce w slalomie. Brała także udział w rozgrywanych cztery lata później igrzyskach w Soczi, gdzie była piąta w slalomie i trzynasta w gigancie. W 2019 r. zakończyła karierę.

## Osiągnięcia

### Igrzyska olimpijskie
| Miejsce | Dzień     | Rok  | Miejscowość | Konkurencja | Czas biegu | Strata | Zwyciężczyni     |
| ------- | --------- | ---- | ----------- | ----------- | ---------- | ------ | ---------------- |
| 15.     | 26 lutego | 2010 | Vancouver   | Slalom      | 1:42,89    | +2,78  | Maria Riesch     |
| 13.     | 18 lutego | 2014 | Soczi       | Gigant      | 2:36,87    | +2,98  | Tina Maze        |
| 5.      | 21 lutego | 2014 | Soczi       | Slalom      | 1:44,54    | +1,36  | Mikaela Shiffrin |
| 6.      | 15 lutego | 2018 | Pjongczang  | Gigant      | 2:20,02    | +1,03  | Mikaela Shiffrin |
| 1.      | 16 lutego | 2018 | Pjongczang  | Slalom      | 1:38,63    | –      | –                |

### Mistrzostwa świata
| Miejsce | Dzień     | Rok  | Miejscowość       | Konkurencja     | Czas biegu | Strata | Zwyciężczyni     |
| ------- | --------- | ---- | ----------------- | --------------- | ---------- | ------ | ---------------- |
| 30.     | 6 lutego  | 2007 | Åre               | Supergigant     | 1:18,85    | +3,64  | Anja Pärson      |
| DNF1    | 3 lutego  | 2009 | Val d’Isère       | Supergigant     | 1:20,73    | -      | Lindsey Vonn     |
| DNF1    | 6 lutego  | 2009 | Val d’Isère       | Superkombinacja | 2:20,13    | -      | Kathrin Zettel   |
| DNF1    | 12 lutego | 2009 | Val d’Isère       | Gigant          | 2:03,49    | -      | Kathrin Hölzl    |
| 15.     | 12 lutego | 2009 | Val d’Isère       | Slalom          | 1:51,80    | +2,68  | Maria Riesch     |
| 8.      | 11 lutego | 2011 | Ga-Pa             | Slalom          | 1:45,79    | +2,05  | Marlies Schild   |
| 2.      | 12 lutego | 2013 | Schladming        | Drużynowo       | -          | -      | Austria          |
| 5.      | 14 lutego | 2013 | Schladming        | Gigant          | 2:08,06    | +2,28  | Tessa Worley     |
| 3.      | 16 lutego | 2013 | Schladming        | Slalom          | 1:39,85    | +0.26  | Mikaela Shiffrin |
| 12.     | 12 lutego | 2015 | Vail/Beaver Creek | Gigant          | 2:19,16    | +2,98  | Anna Fenninger   |
| 2.      | 14 lutego | 2015 | Vail/Beaver Creek | Slalom          | 1:38,48    | +0,34  | Mikaela Shiffrin |
| 3.      | 14 lutego | 2017 | Sankt Moritz      | Drużynowo       | -          | -      | Francja          |
| 16.     | 16 lutego | 2017 | Sankt Moritz      | Gigant          | 2:05,55    | +2,45  | Tessa Worley     |
| 3.      | 18 lutego | 2017 | Sankt Moritz      | Slalom          | 1:37,27    | +1,75  | Mikaela Shiffrin |

### Mistrzostwa świata juniorów
| Miejsce | Dzień     | Rok  | Miejscowość  | Konkurencja | Czas biegu | Strata | Zwyciężczyni                      |
| ------- | --------- | ---- | ------------ | ----------- | ---------- | ------ | --------------------------------- |
| DNF1    | 7 marca   | 2003 | Briançonnais | Slalom      | 1:38,53    | -      | Michaela Kirchgasser              |
| DNF1    | 8 marca   | 2003 | Briançonnais | Gigant      | 2:05,70    | -      | Jessica Lindell-Vikarby           |
| 48.     | 10 lutego | 2004 | Maribor      | Zjazd       | 1:12,23    | +4,30  | Maria Riesch                      |
| 46.     | 12 lutego | 2004 | Maribor      | Supergigant | 1:26,79    | +4,44  | Nadia Fanchini Andrea Fischbacher |
| 32.     | 14 lutego | 2004 | Maribor      | Gigant      | 2:21,39    | +6,73  | Maria Riesch                      |
| DNF2    | 15 lutego | 2004 | Maribor      | Slalom      | 1:40,73    | -      | Kathrin Zettel                    |
| 38.     | 23 lutego | 2005 | Bardonecchia | Zjazd       | 1:28,84    | +4,02  | Nadia Fanchini                    |
| DNF1    | 24 lutego | 2005 | Bardonecchia | Supergigant | 1:26,81    | -      | Andrea Fischbacher                |
| DNF1    | 25 lutego | 2005 | Bardonecchia | Slalom      | 1:23,97    | -      | Šárka Záhrobská                   |
| 13.     | 26 lutego | 2005 | Bardonecchia | Gigant      | 2:21,34    | +2,93  | Nadia Fanchini                    |

### Puchar Świata

#### Miejsca w klasyfikacji generalnej
- sezon 2006/2007: 89.
- sezon 2007/2008: 53.
- sezon 2008/2009: 28.
- sezon 2009/2010: 62.
- sezon 2010/2011: 46.
- sezon 2011/2012: 25[2].
- sezon 2012/2013: 10.
- sezon 2013/2014: 10.
- sezon 2014/2015: 6.
- sezon 2015/2016: 5.
- sezon 2016/2017: 13.
- sezon 2017/2018: 9.
- sezon 2018/2019: 8.

#### Zwycięstwa w zawodach
1. Kranjska Gora – 2 lutego 2014 (slalom)
2. Flachau – 13 stycznia 2015 (slalom)
3. Lienz – 29 grudnia 2015 (slalom)
4. Flachau – 10 stycznia 2017 (slalom)

#### Pozostałe miejsca na podium w zawodach
1. Ofterschwang – 7 marca 2009 (slalom) – 2. miejsce
2. Soldeu – 11 lutego 2012 (slalom) – 2. miejsce
3. Åre – 20 grudnia 2012 (slalom) – 2. miejsce
4. Zagrzeb – 4 stycznia 2013 (slalom) – 2. miejsce
5. Flachau – 15 stycznia 2013 (slalom) – 2. miejsce
6. Maribor – 27 stycznia 2013 (slalom) – 2. miejsce
7. Courchevel – 17 grudnia 2013 (slalom) – 2. miejsce
8. Flachau − 14 stycznia 2014 (slalom) – 2. miejsce
9. Lenzerheide − 15 marca 2014 (slalom) – 2. miejsce
10. Levi − 15 listopada 2014 (slalom) – 2. miejsce
11. Aspen – 30 listopada 2014 (slalom) – 2. miejsce
12. Åre − 13 grudnia 2014 (slalom) – 3. miejsce
13. Aspen – 28 listopada 2015 (slalom) – 3. miejsce
14. Aspen – 29 listopada 2015 (slalom) – 2. miejsce
15. Åre − 13 grudnia 2015 (slalom) – 2. miejsce
16. Flachau − 12 stycznia 2016 (slalom) – 3. miejsce
17. Flachau − 15 stycznia 2016 (slalom) – 2. miejsce
18. Sztokholm – 23 lutego 2016 (slalom równoległy) – 2. miejsce
19. Sankt Moritz − 19 marca 2016 (slalom) – 3. miejsce
20. Maribor – 8 stycznia 2017 (slalom) – 3. miejsce
21. Lienz – 28 grudnia 2017 (slalom) – 3. miejsce
22. Zagrzeb – 3 stycznia 2018 (slalom) – 3. miejsce
23. Kranjska Gora – 7 stycznia 2018 (slalom) – 2. miejsce
24. Flachau − 9 stycznia 2018 (slalom) – 3. miejsce
25. Lenzerheide − 28 stycznia 2018 (slalom) – 2. miejsce
26. Ofterschwang – 10 marca 2018 (slalom) – 3. miejsce
27. Killington – 25 listopada 2018 (slalom) – 3. miejsce
28. Courchevel – 22 grudnia 2018 (slalom) – 3. miejsce